# شاهومیان (نام‌خانوداگی)
شاهومیان (زبان ارمنی: Շահումյան), یکی از نام‌های خانوادگی رایج در میان ارمنیان می‌باشد.
- استپان شاهومیان
- لوون شاهومیان
- واهرام شاهومیان
- گریگور شاهومیان